# Каленсбург (Пенсилванија)
Каленсбург (енгл. Callensburg) град је у америчкој савезној држави Пенсилванија.

## Демографија
По попису из 2010. године број становника је 207, што је 17 (-7,6%) становника мање него 2000. године.
| Група             | 2000.       | 2010.       |
| Белци             | 222 (99,1%) | 205 (99,0%) |
| Афроамериканци    | 0 (0,0%)    | 0 (0,0%)    |
| Азијати           | 0 (0,0%)    | 0 (0,0%)    |
| Хиспаноамериканци | 2 (0,9%)    | 2 (1,0%)    |
| Укупно            | 224         | 207         |